# Doopsgezinde kerk (Drachten)
De doopsgezinde kerk is een kerkgebouw in Drachten in de Nederlandse provincie Friesland.

## Beschrijving
De zaalkerk uit 1790 met pilastergevel kreeg rond 1860 een eclectische ingang (1878). De oost- en westmuur worden door lisenen verdeeld in drie traveeën met een rondboogvenster. Op een hoog schilddak twee windvanen in de vorm van een paard en een schip.
Het interieur wordt gedekt door een tongewelf van triplex. Er zijn twee gebrandschilderde ramen (1950) van glazenier H. Duchêne met de teksten: Het volk dat in duisternis wandelt zal een groot licht zien (Jesaja 9:1), Brande ons hart niet in ons toen Hij tot ons sprak en ons de schriften openbaarde (Lukas 24:32). Het orgel uit 1857 is gemaakt door L. van Dam & Zonen en uitgebreid in 1928.

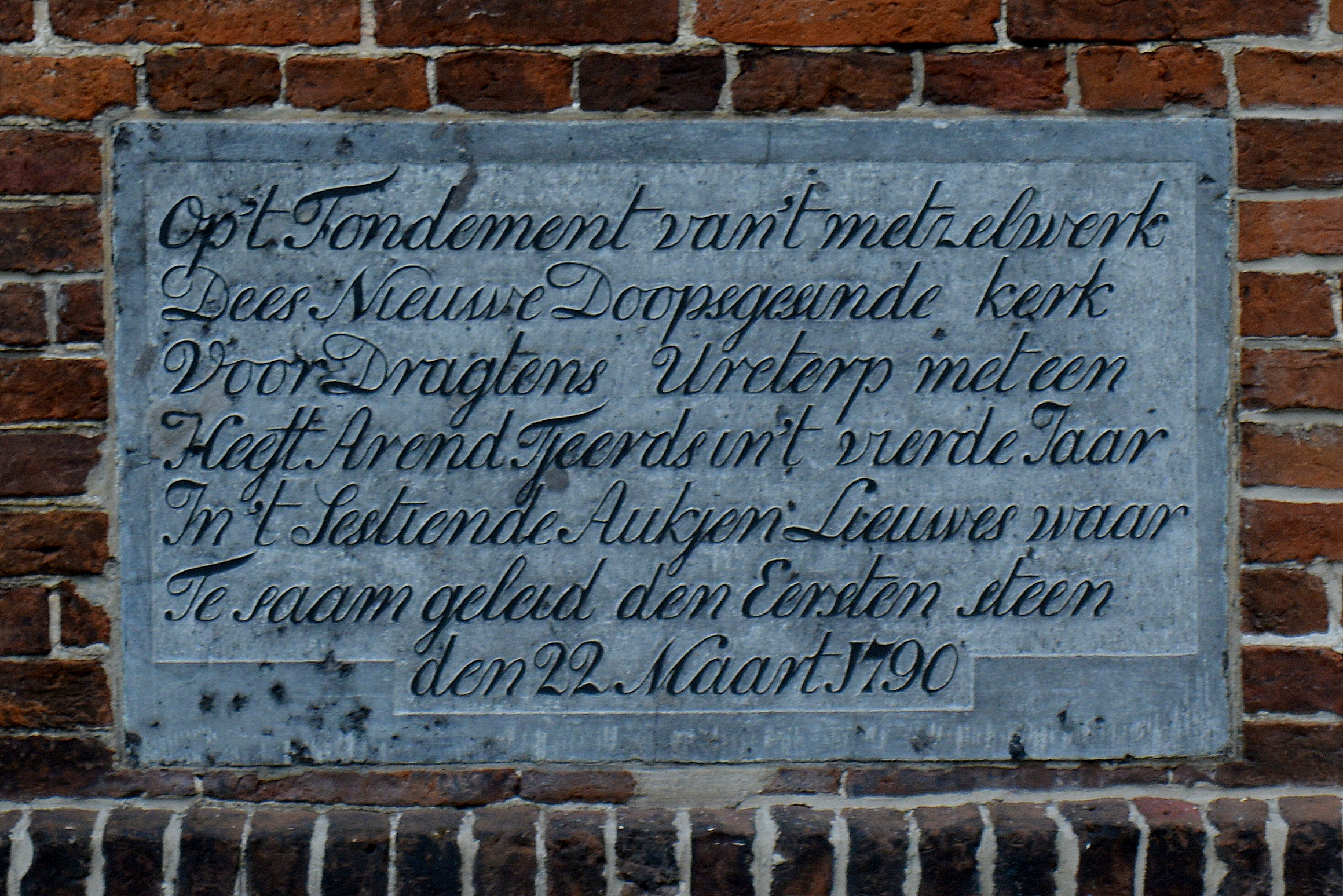
Gevelsteen
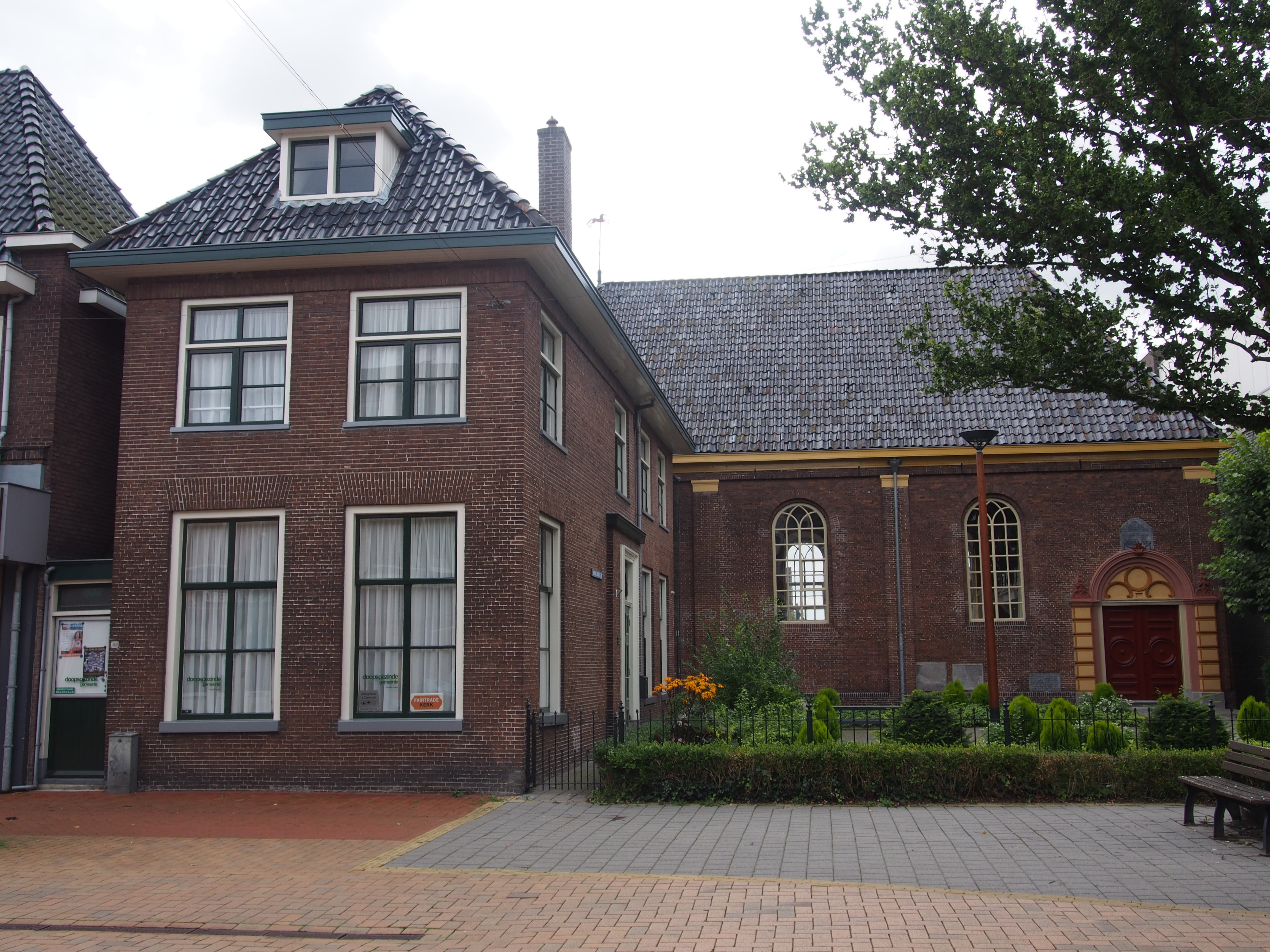
Consistoriekamer, kosterskamer

## Orgel
Het orgel is gebouwd in 1857 door de firma L. van Dam & Zonen. In 1932 zijn wijzigingen aangebracht door de firma Spiering. Mense Ruiter heeft een restauratie uitgevoerd in 1958. In 1985 is een deelrestauratie uitgevoerd door Bakker & Timmenga, waarbij de mechanieken zijn vernieuwd en de klavieren, pijpen en windladen zijn hersteld. Het orgel heeft 15 stemmen, verdeeld over Hoofdwerk en Bovenwerk. Het Pedaal is aangehangen. Het staat opgesteld achter in de kerk, boven de ingang. De klaviatuur zit aan de achterzijde van het orgel.
| Hoofdmanuaal C-g3: | Bovenwerk C-g3:  | Pedaal C-a: | Speelhulpen: |
| Bourdon 16         | Viool de Gambe 8 | Aangehangen | Koppel HW-BW |
| Prestant 8         | Fluit dolce 8    |             | Tremulant BW |
| Holpijp 8          | Salicionaal 4    |             |              |
| Octaaf 4           | Fluit travers 4  |             |              |
| Roerfluit 4        | Nachthoorn 2     |             |              |
| Quintfluit 3       | Flageolet 1      |             |              |
| Superoctaaf 2      |                  |             |              |
| Cornet 3 st. disc. |                  |             |              |
| Trompet 8 b/d      |                  |             |              |